# Rus (historické území)

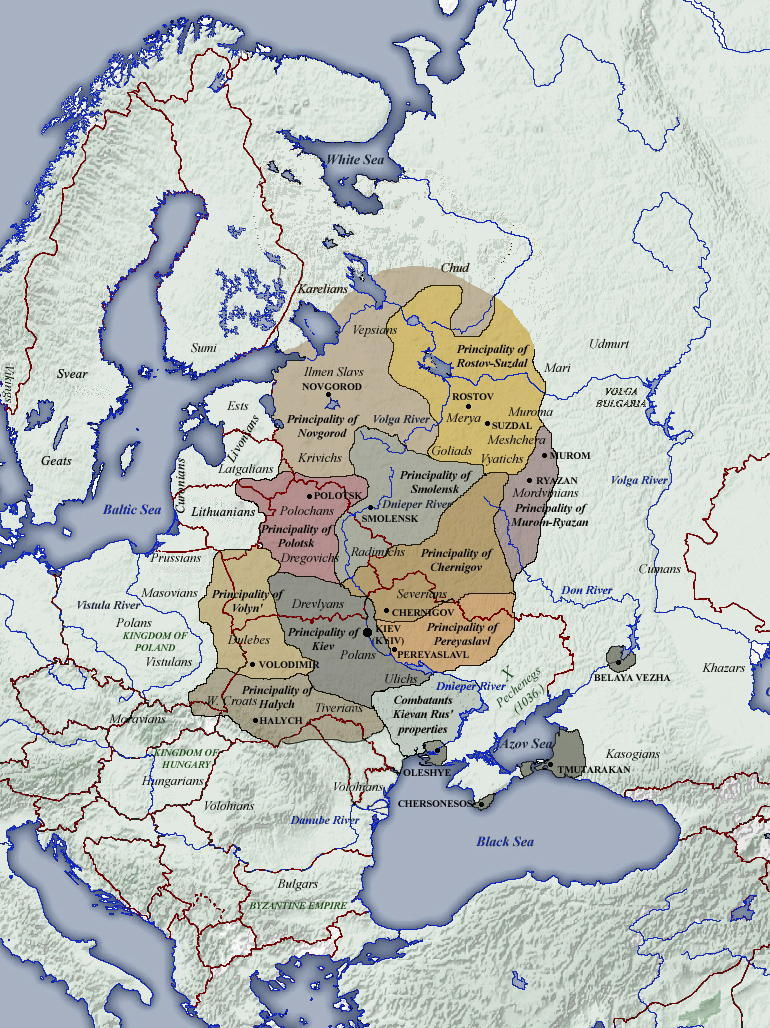
Knížectví Kyjevské Rusi po smrti Jaroslava I. Moudrého v roce 1054

Rus (starorusky Рꙋсь, Rous’ nebo Рꙋсьскаꙗ землꙗ, Rous’kaja zemlja; ukrajinsky, bělorusky, rusky Русь, Rus’; řecky Ρως, Rhós nebo později Ῥωσσία, Rhóssía; latinsky Ruthenia) je historické označení pro etnokulturní prostor ve východní Evropě obývaný Rutheni. Zpočátku se tímto termínem označovalo území Kyjevských Slovanů (Polanů), později všechna kyjevská panství. V určitých souvislostech může být použit také coby poetické synonymum pro Ukrajinu (Rus nebo Malá Rus), Bělorusko (Bílá Rus), a Rusko, nebo jako součást historických názvů (Kyjevská Rus, Černá Rus, Červená Rus, Podkarpatská Rus).

## Geografické vymezení
Geograficky lze Rus vymezit zhruba jako území v okolí Kyjeva, Perejaslavi a Černihova (místo pobytu kyjevských Slovanů-Polanů). V upřímném smyslu (od jihozápadu po směru hodinových ručiček): Dněstrem, středními Karpatami, Západním Bugem, středním Němenem, Čudsko-pskovským jezerem, Narvou, Karelskou šíjí, Ladožským jezerem, Oněžským jezerem, Severní Dvinou, horní Volhou, horním Donem a dolním Dněprem – tj. zhruba většina Ukrajiny, celé Bělorusko, polovina dnešní evropské části Ruska a menší části přilehlých států (Finsko, Pobaltí, Polsko). 

## Historie
Území Rusi bylo jako celek vymezeno raně středověkým státním útvarem Kyjevská Rus, který se zde konstituoval od konce 9. století s vládnoucí dynastií Rurikovců, původem severogermánských varjagů (Rusů). Největšího rozmachu a kulturního rozkvětu dosáhl v 10.–11. století. Potřeby tohoto státu vedly ke vzniku jazyka (staroruštiny). Rozpad Kyjevské Rusi (30. léta 12. století) vedl k zastavení konsolidačních procesů a odlišnému vývoji v jednotlivých částech Rusi v oblasti kultury, jazyka a částečně i náboženství. Název Rus se nadále používal pro označení historického území, jako součást názvů států nebo správních celků a ve jménech východoslovanských národů.
Na severovýchodě vzrůstala od 14. století moc moskevského velkoknížectví, na opačné straně bylo v 15. století k Polsku připojeno Ruské vojvodství s centrem ve Lvově. Od 16. století si Ruské carství titulem nárokovalo vládu nad celou Rusí, nicméně v západní části dominovala Polsko-litevská unie. V 17. století v oblasti Ukrajiny proti ní vypuklo Chmelnického povstání, vznikl Kozácký hetmanát a neúspěšně se jednalo o jeho připojení formou Polsko-litevsko-ruské unie. Prakticky celá Rus se ocitla pod nadvládou Ruského impéria na konci 18. století při velmocenském dělení Polska.

## Název
Slovo rus pochází ze staré severštiny, znamená „veslaři“ a má etymologickou souvislost s názvy Roden/Roslagen, což byla pojmenování pobřežní části Svealandu, jádrové oblasti dnešního Švédska, odkud na lodní výpravy do východoevropských oblastí a do Černomoří vyráželi varjagové (švédští vikingové), kteří se od poloviny 9. století stali na Rusi vládnoucí vrstvou. Původně germánské jméno tak přešlo do slovanštiny (zřejmě přes sousedící ugrofinské jazyky, které však tímto názvem označují Švédsko) a rozšířilo se na oblasti, jimž varjagové vládli, které kolonizovali a s jejichž slovansko-ugrofinským obyvatelstvem nakonec splynuli.